# Jesús Ángel García
Jesús Ángel García Bragado (Madrid, 17 ottobre 1969) è un marciatore spagnolo, campione mondiale della 50 km a Stoccarda 1993.
Tra i più noti marciatori di sempre e conosciuto per la sua longevità sportiva, è l'atleta che può vantare il maggior numero di partecipazioni ai Campionati del mondo di atletica leggera con 12 presenze. Ha inoltre partecipato a otto edizioni consecutive dei Giochi olimpici, da Barcellona 1992 a Tokyo 2020, record assoluto per l'atletica leggera.

## Palmarès
| Anno | Manifestazione  | Sede           | Evento       | Risultato | Prestazione | Note                                     |
| ---- | --------------- | -------------- | ------------ | --------- | ----------- | ---------------------------------------- |
| 1992 | Giochi olimpici | Barcellona     | Marcia 50 km | 10º       | 3h58'43"    |                                          |
| 1993 | Mondiali        | Stoccarda      | Marcia 50 km | Oro       | 3h41'41"    | Miglior prestazione personale stagionale |
| 1994 | Europei         | Helsinki       | Marcia 50 km | 4º        | 3h45'25"    |                                          |
| 1995 | Mondiali        | Göteborg       | Marcia 50 km | 5º        | 3h48'05"    |                                          |
| 1996 | Giochi olimpici | Atlanta        | Marcia 50 km | dnf       | dnf         |                                          |
| 1997 | Mondiali        | Atene          | Marcia 50 km | Argento   | 3h44'59"    |                                          |
| 1999 | Mondiali        | Siviglia       | Marcia 50 km | dnf       | dnf         |                                          |
| 2000 | Giochi olimpici | Sydney         | Marcia 50 km | 12º       | 3h49'31"    |                                          |
| 2001 | Mondiali        | Edmonton       | Marcia 50 km | Argento   | 3h43'07"    | Miglior prestazione personale stagionale |
| 2002 | Europei         | Monaco         | Marcia 50 km | Bronzo    | 3h44'33"    |                                          |
| 2003 | Mondiali        | Parigi         | Marcia 50 km | 6º        | 3h43'56"    |                                          |
| 2004 | Giochi olimpici | Atene          | Marcia 50 km | 5º        | 3h44'42"    |                                          |
| 2005 | Mondiali        | Helsinki       | Marcia 50 km | dq        | dq          |                                          |
| 2006 | Europei         | Göteborg       | Marcia 50 km | Argento   | 3h42'48"    | Miglior prestazione personale stagionale |
| 2007 | Mondiali        | Ōsaka          | Marcia 50 km | dq        | dq          |                                          |
| 2008 | Giochi olimpici | Pechino        | Marcia 50 km | 4º        | 3h44'08"    |                                          |
| 2009 | Mondiali        | Berlino        | Marcia 50 km | Argento   | 3h41'37"    | Miglior prestazione personale stagionale |
| 2010 | Europei         | Barcellona     | Marcia 50 km | 5º        | 3h47'56"    |                                          |
| 2011 | Mondiali        | Taegu          | Marcia 50 km | dq        | dq          |                                          |
| 2012 | Giochi olimpici | Londra         | Marcia 50 km | 17º       | 3h48'32"    |                                          |
| 2013 | Mondiali        | Mosca          | Marcia 50 km | 12º       | 3h46'44"    | Miglior prestazione personale stagionale |
| 2014 | Europei         | Zurigo         | Marcia 50 km | 8º        | 3h45'41"    | Miglior prestazione personale stagionale |
| 2015 | Mondiali        | Pechino        | Marcia 50 km | 9º        | 3h46'43"    | Miglior prestazione personale stagionale |
| 2016 | Giochi olimpici | Rio de Janeiro | Marcia 50 km | 20º       | 3h54'39"    |                                          |
| 2018 | Europei         | Berlino        | Marcia 50 km | dnf       | dnf         |                                          |
| 2019 | Mondiali        | Doha           | Marcia 50 km | 8º        | 4h11'28"    |                                          |
| 2021 | Giochi olimpici | Tokyo          | Marcia 50 km | 35º       | 4h10'03"    |                                          |